# Dan Howard
Dan Howard, właśc. Daniel Allan Howard (ur. 13 grudnia 1976 w Kingscote) – australijski siatkarz, grający na pozycji środkowego. Wielokrotny reprezentant Australii.

## Kariera seniorska
| Lata            | Kluby                             |
| --------------- | --------------------------------- |
| 1997–1998       | Düren Tumverein                   |
| 1998–2000       | Gallo Gioia Del Colle             |
| 2000–10.10.2001 | Yahoo! Italia Volley Ferrara      |
| 12.10.2001–2002 | Asystel Mediolan                  |
| 2002–2007       | Marmi Lanza Werona                |
| 2007–2009       | Acqua Paradiso Gabeca Montichiari |
| 2009–2010       | Marmi Lanza Werona                |

## Sukcesy klubowe
Puchar CEV:
- 2002

## Sukcesy reprezentacyjne
Mistrzostwa Azji:
- 2007
- 2001

## Nagrody indywidualne
- 2000: Najlepszy atakujący Igrzysk Olimpijskich w Sydney
- 2001: Najlepszy blokujący Mistrzostw Azji
- 2003: Najlepszy punktujący Mistrzostw Azji
- 2007: MVP Mistrzostw Azji